# Репликативное старение дрожжей
Репликативное старение дрожжей — это явление замедления и последующего прекращения асиметрических митотических делений почкующихся дрожжей. Репликативное старение Saccharomyces cerevisiae было обнаружено Мортимером и Джоносоном в 1959 году. Они показали, что после образования ~23 почек материнская клетка дрожжей погибает, однако уже после 3-4 делений клетки отличались от зрелых дочерних клеток большим размером и текстурой поверхности. При этом промежутки между  делениями, предшевствующими гибели клетки, увеличивались. Впоследствии было показано, что определяющим фактором было именно число делений, а не время жизни клетки.
Ключевым для репликативного старения является асимметрия делений. Известно множество факторов старения, сохраняющихся преимущественно у материнской клетки и приводящей к падению её жизнеспособности и в конечном счёте смерти.

## Процесс репликативного старения

### Изменение морфологии клеток

#### Почечный рубец

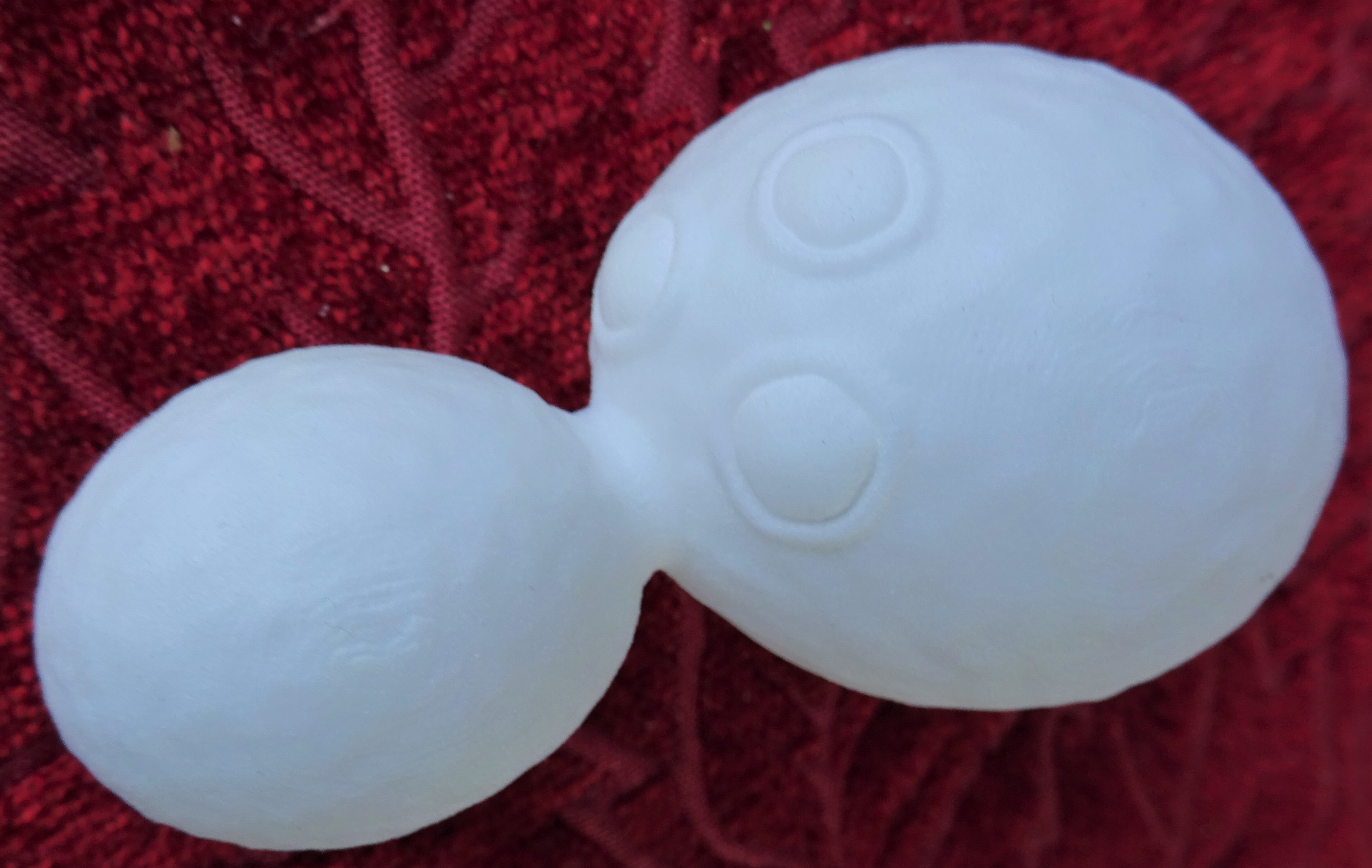
Модель почечных рубцов.

В 1950 А. А. Бартон обнаружил, что после деления на месте почкования образуются почечные рубцы. Таким образом на дочерней клетке оставался один рубец (birth scar), а на материнской появлялся один новый морфологически отличный почечный рубец (bud scars). Последующие деления не могут проходить по почечным рубцам, что навело исследователей на мысль, что число делений одной клетки может быть ограничено. Однако впоследствии было показано, что шрам занимает около 1 % поверхности клетки, ограничивая материнскую клетку 100 делениями, но клетки большинства штаммов дрожжей перестают делиться уже после 20-30 делений. Также увеличение размеров клеток не приводило к увеличению продолжительности жизни.

#### Размер и форма клетки
Уже после трёх-четырёх делений материнская клетка значительно увеличивается в размерах. Однако изменение размера не является причиной дальнейших деструктивных процессов: на это указывают эксперименты с клетками, арестованными в G1-фазе митоза. Такие клетки метаболически активны и увеличиваются в размере, поэтому после отмены ареста они имеют больший размер, однако это не влияет на их репликативное долголетие.
Материнская клетка на протяжении большей части своей жизни образует почки (дочерние клетки) приблизительно одинакового размера, меньшего чем она сама. Однако во время последних нескольких делений асимметрия нарушается, и дочерняя и материнская клетки оказываются одинакового размера, причём время жизни дочерних клеток оказывается сильно сниженным. Это указывает на наличие факторов старения, остающихся преимущественно в материнской клетке вплоть до последних делений. На роль такого фактора могут быть предложены циклические рДНК(ERC).
Стареющие S. cerevisiae могут образовывать дочерние клетки одной из двух форм: вытянутые и маленькие сферические. Форма дочерних клеток связана с важными факторами старения, такими как сайленсинг рДНК, морфология ядрышка и митохондрий. Говорят, что материнские клетки, отпочковывающие вытянутых потомков, стареют по пути 1(mode 1), а сферических — по пути 2(mode 2).

### Нарушение работы ядра.

#### рДНК
По одной из моделей старения замедление роста происходит по причине накопления циклических рДНК, отвлекающих на себя машинерию транскрипции и репликации. Искусственное производство таких генетических элементов приводит к сокращению репликативного долголетия.
Циклические рибосомальные ДНК (рДНК, ERC) — самореплицирующиеся последовательности, полученные при вырезании повторяющихся последовательностей рДНК. Появлению этих элементов способствует транскрипция на локусе рДНК, приводящая к большей вероятности рекомбинации по одному из повторов. На протяжении репликативного старения, ещё до замедления делений число копий рДНК растёт экспоненциально со временем удвоения ~1.6 делений, общее увеличение числа ERC достигает 10 раз. Вместе с этим увеличивается размер ядрышка, растёт количество рРНК, но не рибосом, нарушение согласованности между транскрипцией рРНК и сборкой рибосом может приводить к замедлению роста. Также увеличивается размер ядра и отношение размеров ядра к клетке, усиливается транспорт белков в ядро.
При делении стареющей клетки дочерняя клетка, не проявляющая признаков старения, получает только хромосомную рДНК, в то время как циклические элементы остаются матери. Это нарушается только на последних делениях, когда из-за генетической нестабильности нарушаются механизмы асимметричной сегрегации и дочерняя клетка начинает проявлять признаки старения наравне с материнской. Нецентромерные плазмиды, к которым относятся ERC, в дрожжевых клетках удерживаются на периферии ядра возле комплекса ядерной поры. Материнские комплексы ядерной поры после деления остаются в материнской клетке, а в дочерней встраиваются в ядерную мембрану de novo. Делеция гена, отвечающая за барьер между материнской и дочерней клеткой bud6 приводит к симметричному распределению комплексов ядерной поры и проникновению ERC в дочернюю клетку. Омоложение дочерней клетки не происходит, и такие клетки имеют меньший репликативный срок жизни.
Распространение рДНК может быть замедленно сайленсингом соответствующих генов посредством деацетилазы лизина сиртуина Sir2 и его партнеров Sir1, 3, 4. Сиртуины используют НАД-H при проведении реакции, и их активность значительно снижается, если в процессе старения концентрация НАД-Н сокращается. Сайленсинг в дрожжах проходит в основном в теломерах, локусе типа спаривания HM и рДНК, причём мутации, нарушающие агрегацию комплекса Sir2/3/4 на периферии ядра, приводят к усиленному подавлению экспрессии рДНК и повышению репликативного долголетия.
Клетки, стареющие по пути 1, теряют сайленсинг рДНК и HM, что приводит к их стерильности, фрагментации ядрышка и накоплению ERC, в то время как подобные нарушения в работе ядра у стареющих по пути 2 клеток не наблюдаются. Делеция sir2 направляет клетку по 1 пути старения.

#### Митотическая рекомбинация
Митотическая рекомбинация — маркер нестабильного и повреждённого генома. Старые материнские клетки (в среднем после 23 делений) переходят в состояние с частотой рекомбинации до 1/3. Переход не блокируется снижением числа ERC: клетки с мутантным геном FOB1, отвечающим за рекомбинацию в локусе рДНК и генерацию ERC имеют заметно больший репликативный срок жизни, однако переход в гиперрекомбинационное состояние происходит также в среднем на 25 делении.

### Нарушения работы митохондрий
Работу Митохондрий часто рассматривают как фактор старения. Митохондриальная ДНК мутирует быстрее геномной, генерируемые электронтранспортной цепью активные формы кислорода(ROS) могут повреждать структуры клетки, также митохондрии участвуют в индуцировании апоптоза. Связанные с регуляцией работы митохондрий мутации, в частности, мутации, регулирующие митофагию, сказываются на старческих заболеваниях, таких как нейродегенеративные болезни у мышей. Важным фактором для рассмотрения является содержание гемов. Дефицит гемов приводит к нарушению работы цитохромоксидазы, накоплению ионов железа, окислительному стрессу и общему спаду митохондриальной активности.
В пекарских дрожжах, стареющих по пути 2, также происходит падение содержания гемов. Удаление гема приводит к направлению клетки по пути старения 2, как и делеция транскрипционного фактора HAP4, активируемого гемом и регулирующего гены, отвечающие за ключевые компоненты митохондрий. Также при старении у этих клеток падает и впоследствии утрачивается трансмембранный потенциал на внутренней мембране митохондрий. Материнские клетки, утратившие способность к росту за счёт дыхания, производят также не дышащие дочерние клетки.
Есть также данные о том, что митохондрии также распределяются неравномерно. Материнская клетка получает митохондрии с большим содержанием ROS и меньшим мембранным потенциалом.

### Накопление повреждённых белков
Накопление окисленных белков сопровождает старение во многих организмах, в том числе в дрожжах. Карбонилированные белки распределяются между материнской и дочерней клеткой асимметрично по Sir2-зависимому механизму, не связанному с генерацией ERC. Агрегация карбонилированных белков в цитоплазме может снижать жизнеспособность клетки.

### Клеточная смерть
После прекращения делений старая клетка часто проявляет признаки апоптоза, такие как разрывы ДНК, фрагментация хроматина, экспозиции фосфатидилсерина на цитоплазматической мембране, накопление АФК, грануляция или лизирование клеток.
Гиперэкспрессия антиапоптотической и антинекротической лизосомальной эндопептидазы Pep4p приводит к повышению репликативного долголетия. Делеции проапоптотических генов может продлить жизнь культуре старых клеток. Делеция эндонуклеазы G снижает вероятность апоптоза при активном дыхании, одновременно повышая вероятность некроза при замедленном окислительном фосфорилировании.

## Старение других видов дрожжей
Репликативное старение известно и у других видов дрожжей. Schizosaccharomyces pombe (делящиеся дрожжи) имеют срок жизни 9-16 делений. Стареющие клетки становятся крупнее и более округлыми. Повреждённые белки распределяются между материнской и дочерней клеткой неравномерно, этот процесс регулируется Sir2, также как и у S. cerevisiae. Изучение репликативного старения осложняется тем, что S. pombe делятся визуально симметрично, и отличить материнскую клетку от дочерней значительно сложнее.
Candida albicans — патогенный гриб, существующий в форме дрожжей или гиф. Его репликативный срок жизни оценивается в 20 делений для обеих форм. Старые клетки также накапливают повреждённые белки. Sir2 также регулирует срок жизни клеток, однако его работа связана не с накоплением ERC, а с удержанием в материнской клетке окисленных белков.

## Связь со старением многоклеточных организмов
Клетки Saccharomyces cerevisiae — удобный модельный эукариотический объект по причине их быстрой скорости роста и простоты генетических манипуляций с ними. Однако репликативное старение значительно отличается от старения многоклеточных организмов, так что использование дрожжей как модели старения может быть подвергнуто сомнению.
С точки зрения теории старения «disposable soma» организмам выгодно распределять ресурсы таким образом, чтобы получать максимальное репродуктивное преимущества. Экономия на поддержании жизнеспособности организма в позднем возрасте приводит к нарушениям в жизненно важных процессах, и, следовательно, к старению.
S. cerevisiae имеют метаболизм, принципиально похожий на человеческий. Следовательно, есть основания полагать, что нарушения происходят в аналогичных механизмах. Например, репарация генома — процесс, требующий постоянной траты энергии во всех организмах, снижение его эффективности приведёт к накоплению ошибок в ДНК. Однако для некоторых процессов дрожжи не могут быть подходящими модельными объектами; например, в ходе старения не замечено укорочение теломер.